# 헨드리크 게오르그 데 페르폰체 세들니츠키
헨드리크 게오르그 데 페르폰체 세들니츠키(네덜란드어: Hendrik George de Perponcher Sedlnitsky)는 네덜란드의 정치가이자 장교로, 프랑스 혁명 전쟁과 나폴레옹 전쟁 시기 활약했다. 그는 카트레브라 전투와 워털루 전투에서 제2네덜란드사단을 지휘했다.

## 생애

### 초기 경력
헨드리크 게오르그 데 페르폰체의 가문은 30년 전쟁 때인 1621년 백산 전투 이후 보헤미아 왕국에서 도주한 가문으로, 1815년 빌럼 1세가 네덜란드 왕국의 귀족층을 확대하면서 페르폰체 가문도 네덜란드 귀족의 일원이 되었고 헨드리크 게오르그도 1825년 네덜란드 귀족이 되었다.

### 외교 경력
워털루 전투 이후 페르폰체는 베를린에 있는 프로이센 법원의 네덜란드 특명전권대사로 복직했고, 1842년까지 그곳에서 일했으며, 같은 해 중장으로 은퇴했다. 베를린에서 거주하는 동안 세 아들이 태어났으며, 모두 프로이센의 군인이나 정치가가 되어 활약했다.

## 참고 문헌
- (네덜란드어)"Perponcher (Hendrik Georg Graaf de)", in: Aa, A.J. van der, Harderwijk, K.J.R. van, Schotel, G.D.R. (1872) Biographisch woordenboek der Nederlanden: bevattende levensbeschrijvingen van zoodanige personen, die zich op eenigerlei wijze in ons vanderland hebben vermaard gemaakt. Deel 15, pp. 189–191
- (네덜란드어) "Perponcher-Sedlnitzky (Hendrik George, graaf de)', in Winkler Prins, A. (1886) Geïllustreerde encyclopaedie: woordenboek voor wetenschap en kunst, beschaving en nijverheid. Deel 12, p. 187